# Debaryomyces kloeckeri
Debaryomyces kloeckeri är en svampart. Debaryomyces kloeckeri ingår i släktet Debaryomyces, ordningen Saccharomycetales, klassen Saccharomycetes, divisionen sporsäcksvampar och riket svampar.  Utöver nominatformen finns också underarten kloeckeri.